# 라트비아 농민연합
라트비아 농민연합(라트비아 農民聯合, 라트비아어: Centriskā partija Latvijas Zemnieku savienība 첸트리스카 파르티야 라트비야스 젬니에쿠 사비에니바)은 1917년 라트비아에서 만들어진 농본주의 정당이다. 1934년 라트비아 쿠데타로 인해 당이 해산되었다가 1990년에 소련 붕괴와 동시에 다시 창당이 되었다. 현재 지도자는 아르만츠 크라우제이다.